# میهای کارویی
گراف میهای کارویی (به مجاری: Nagykárolyi Károlyi Mihály Ádám György Miklós) (زاده ۴ مارس ۱۸۷۵ با نام میهای آدام جرج میکلوش کارویی در بوداپست – درگذشته ۱۹ مارس ۱۹۵۵ در وانس) سیاستمدار، نخست‌وزیر و اولین رئیس‌جمهور جمهوری خلق مجار در ‎۱۹۱۸–۱۹۱۹ و پس از جنگ جهانی دوم سفیر مجارستان در فرانسه بود. از او در نوشته‌ها به عنوان گراف سرخ یاد می‌شود.
نقد فعالیت‌های سیاسی کارویی بسیار بحث‌برانگیز است، اگرچه اتفاق نظر کلی وجود دارد که وی یک رهبر ضعیف و شکست‌خورده بود. او در دوران میکلوش هورتی، به عنوان خائن به وطن و مقصر اصلی تریانون محکوم شد؛ از سوی دیگرانی اما دولتمردی مورد احترام بود که سیاست‌های اشتباه جنگ در امپراتوری اتریش-مجارستان و فرورفتن مجارستان در فاجعه جنگ جهانی اول را شناسایی و گوشزد کرد. این تناقض نظر همچنان در بین جناح‌های مختلف سیاست داخلی مجارستان در قرن بیست و یکم نیز پابرجاست.

## پس‌زمینه
میهای کارویی، مارس ۱۸۷۵ در خانواده‌ای کاتولیک، بسیار متمول و اشرافی که از قرن هفدهم نقش مهمی در سرنوشت مجارستان داشتند در بوداپست متولد و در کاخ کارویی در فُت، پشت بزرگ شد. او که در بدو تولد لب‌شکری و با یک چشم تقریباً نابینا متولد شد قربانی ازدواج فامیلی بود و شکل ظاهری صورتش تأثیر عمیقی در دوران کودکی و رشد شخصیتش در آینده گذاشت. کارویی تا چهارده سالگی به‌سختی می‌توانست مفهوم صحبت کند ولی با یک عمل جراحی و تمرین مستمر توانست گفتار نسبتاً طبیعی داشته‌باشد. او سه ساله بود که مادرش، گرِفین گئورگینا کارویی در اثر بیماری سل درگذشت و پدرش، گراف دیولا کارویی نیز خیلی زود دوباره ازدواج کرد. در نتیجه کارویی را نزد مادربزرگش نهادند که در حد افراط از او حمایت می‌کرد. در جوانی این نقص جسمی او را به تظاهر بیشتر سوق می‌داد و او به بازی چوگان، راندن ماشین سریع و قمار بی‌حد روی آورد.

## آغاز کار سیاسی
در اوایل دههٔ بیست زندگی، کارویی تحت تأثیر سنت خانوادگی فرانکوفونی خود چندین سال را در پاریس گذراند و به انگلستان و آمریکا نیز سفر کرد. در این بین هم با سوسیالیسم آشنایی پیدا می‌کرد، نه نتها نوشته‌های کارل مارکس را می‌خواند حتی با سوسیالیست‌های مطرحی همچون سیدنی وب و بئاتریس وب در لندن نیز ملاقات‌هایی داشت. در ۲۶ سالگی به‌عنوان نمایندهٔ مستقل در پارلمان حاضر شد ولی نتیجه را باخت. سرانجام ریاست انجمن کشاورزی ملی مجارستان را به دست گرفت و سال بعد از آن، ۱۹۱۰ در مجلس سفلا در ردیف اپوزیسیون، شاخهٔ رادیکال حزب استقلال و ۴۸ که حزبی وفادار به نظرات سیاسی لایوش کشوت بود، جای گرفت.
دشمنی دیرینهٔ کارویی با ایشتوان تیسا، نخست‌وزیر یک بار در ژانویه ۱۹۱۳ به دوئل کشیده‌شد؛ آن دو از سر انتخابات ۱۹۰۵ با یکدیگر دشمنی سیاسی داشتند. در پی یک اختلاف سیاسی، کارویی از دست دادن با تیسا امتناع ورزید و این کار او به دوئلی یک ساعته با سابر رسید. تیسا زخمی بر بازوی کارویی وارد کرد و این گونه دوئل به پایان رسید.

## جنگ جهانی اول

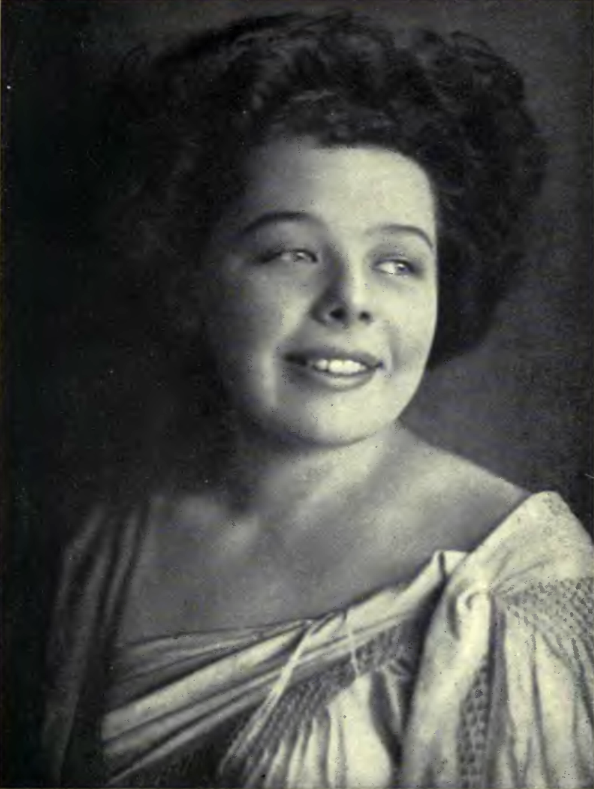
کاتینکا، همسر کارویی.

کارویی که در سال دوم در جبهه جنگید، به تدریج مواضعی موافق با تفاهم مثلث اتخاذ کرد و رهبری فراکسیونی کوچک ولی به شدت فعال را با دیدگاه‌های ضدجنگ و صلح‌طلبی در پارلمان بر دست گرفت. عقاید سیاسی او موجبات اتحادش را با رادیکال‌های داخلی و سوسیال دموکرات‌ها فراهم کرده‌بود. او اعتقاد داشت بدون اصلاحات دموکراتیک و تغییر در سیاست همگون‌سازی فرهنگی اقلیت‌های قومی، به زودی تنش‌های اجتماعی و ملی فزاینده باعث فروپاشی مجارستان خواهد شد. مخالفان وی و بیشتر از همه، نخست‌وزیر ایشتوان تیسا درست بر عکس این مسئله معتقد بودند تسلیم در برابر خواسته‌های دموکراتیک و ملی‌گرایانه نظم اجتماعی را متزلزل می‌کند و منجر به فروپاشی فوری و تجزیه پادشاهی مجارستان می‌شود.
کارویی همچنین در تمام دوران جنگ با دیپلمات‌های تفاهم مثلث، انگلیسی و فرانسوی به‌صورت پنهانی در سوئیس تماس داشت. او همواره در تماس‌هایش با نیروهای تفاهم مثلث خود را طرفدار اصول چهارده‌گانه وودرو ویلسون معرفی می‌کرد. کارویی ساده‌لوحانه بر آن بود که اصول ویلسون می‌تواند شرایط صلح عادلانه‌ای به دست آورد.

## اولین جمهوری مجارستان
در پایان جنگ جهانی اول، در بحبوحه فروپاشی پادشاهی اتریش-مجارستان، اتحادی سیاسی از رهبران احزاب دموکراتیک و آشتی تشکیل شد که در ۲۵ اکتبر ۱۹۱۸، در هتل آستوریای بوداپست با اعلام شورایی ضد دولتی به نام شورای ملی مجار به رهبری کارویی احراز هویت کرد. شورای ملی با صدور دوازده اعلامیه خواستار پایان سریع جنگ، استقرار استقلال کشور، اصلاحات دموکراتیک و سازش با ملیت‌های قومی بدون به خطر انداختن تمامیت ارضی کشور شد. در ۳۱ اکتبر جمعیت کثیری با گل داوودی بر کلاه سازمان‌های اداری در بوداپست را به تسخیر درآورد. انقلاب بدون خونریزی به غیر از یک استثناء پیروز شد؛ ایشتوان تیسا نخست‌وزیر پیشین به قتل رسید. در همین روز کارل به اجبار کودتا و نخست‌وزیری کارویی را پذیرفت. پس از این کارویی با نیت صلح‌طلبی زیر بار درخواست رئیس‌جمهور ایالات متحده وودرو ویلسون مبنی بر خلع سلاح ارتش مجارستان رفت. اعلام آتش‌بس با رهبری بِلا لیندِر بدون هیچ مقام سیاسی یا اجرایی در بامداد سوم نوامبر توسط تلگرافی به فرماندهان ارتش فرستاده شد. ارتش مجارستان در حالی به وطن بازمی‌گشت که همچنان در بیرون مرزها (و نه در داخل)، در صربستان، رومانی و ایتالیا در حال جنگ بود. با حکم خلع سلاح، مجارستان به نقطهٔ کاملاً آسیب‌پذیری رسید و بلافاصله پس از آن بود که چک‌ها، صرب‌ها و رومانیایی‌ها با استفاده از این فرصت منحصر به فرد اشغال مجارستان را آغاز کردند. در زمان حاکمیت کابینهٔ صلح‌طلب کارویی، مجارستان کنترل تقریباً ۷۵ درصد از خاک خود را در پیش از جنگ جهانی اول به مساحت ۴۱۱٬۳۲۵ کیلومتر مربع بدون مقاومت مسلحانه از دست داد و در معرض اشغال خارجی قرار گرفت.
۱۳ نوامبر در پی انقلاب، کارل با صدور اعلامیه‌ای حق مجارستان را در تعیین سیاست به رسمیت شناخت و اتحاد اتریش-مجارستان به پایان رسید. کارویی بدون انتخابات، دولت جمهوری خلق مجارستان را با عنوان رئیس‌جمهور موقت در ۱۶ نوامبر تأسیس کرد. به موجب آتش‌بس بلگراد که کارویی با متفقین به امضا رساند، ارتش مجارستان به شش لشکر پیاده و دو سواره محدود شد و خطوط مرزی تعیین شده‌ای در کنترل مجارستان باقی می‌ماند. بلافاصله پس از آتش‌بس، بر اساس قرارداد نیروهای صربستان و فرانسه از جنوب پیشروی کرده و کنترل بانات و کرواسی را در دست گرفتند، چکسلواکی نیز شمال مجارستان و بخشی از دامنه‌های کوه‌های کارپات را اشغال کرد و نیروهای رومانی مجاز به پیشروی تا رود ماروش بودند. با این وجود، یک روز پس از امضای قرارداد، صربستان تا شهر پچ پیشروی کرد.

### سیاست داخلی
دولت‌های کارویی و نخست‌وزیر دِنِش بِرینکِی در مجموع بیش از چهل قانون و حدود چهارصد فرمان ارائه کرده و توسط شورای ملی به تصویب رساندند؛ طبق قوانین جدید مردان بالای ۲۱ و زنان بالای ۲۴ سال با هر زبانی دارای حق رأی می‌شدند. در این قوانین آزادی مطبوعات، تشکل‌ها و اجتماعات گنجانده شده‌بود. با وجود اینکه دولت برای بسیاری از اصلاحات برنامه‌ریزی کرده‌بود، اما در نهایت هیچ بخشی از صنعت یا تجارت ملی نشد و زمین بین دهقانان توزیع نگردید. در مورد اصلاحات ارضی و تقسیم زمین‌های کشاورزی به دهقانان عملاً فقط کارویی بخشی از املاکش را به کشاورزان روستای خود در کاپولنا بخشید. قرار بود انتخابات عمومی هم طبق قوانین جدید در آوریل ۱۹۱۹ برگزار شود که جمهوری خلق مجار در آن زمان دیگر موجودیت نداشت.

پس از تظاهرات بیکاری ۲۰ فوریه ۱۹۱۹، که منجر به درگیری مسلحانه در برابر تحریریه نپ‌ساوا شد، وی سی و دو رهبر حزب کمونیست مجارستان، از جمله بلا کون را به زندان انداخت.

خطوط مرزی تعیین شده در بلگراد - قرمز ضخیم: منطقه جنوب این خط توسط ارتش مجارستان ترک شود و تحت نظارت ارتش فرانسه به تصرف صربستان (غرب) و رومانی (شرق) درآید. این نقشه همچنین خط مرزبندی دیکته شده توسط یادداشت ویکس را نشان می‌دهد.

### ملیت و سیاست نظامی
یکی از اهداف اصلاحات کارویی، برابری ملیت‌ها بود که تئوریسین آن اُسکار یاسی وزیر ملیت برای مدت‌ها روی مفهومی به نام سوئیس شرق کار کرده‌بود. آنها می‌خواستند به ملیت‌ها استقلال گسترده اعطا کنند، که برای مثال، نه تنها دوره ابتدایی بلکه تحصیلات دوره متوسطه نیز به زبان خود آنها تدریس شود. این امر بنا بود رهبران ملیت‌های، عمدتاً رومانیایی، اسلواک و روتنیایی را وادار کند تا مردم خود را با حداکثر خودمختاری در مرزهای مجارستان نگه دارند. این تلاش البته ناکام ماند و در عمل فقط شواب‌ها در مجارستان باقی ماندند.
در ارتش اتریش-مجارستان، که افسران آن عمدتاً ضد کارل بودند، در بخش ارتش مجارستان، فقط یک گروهان از هر هنگ دارای بیش از ۷۵ درصد سرباز مجار بود. با این حال وزیر دفاع امپراتوری (تا اکتبر ۱۹۱۸)، ژنرال شاندور سورمای معتقد بود همین ارتش برای محافظت از مرزهای مجارستان تاریخی کاملاً کافی است. سورمایِ باتجربه در فرماندهی جبهه جنگ و ارتش، به دستور کارویی بازداشت شد و بلا لیندر، که به عنوان اولین وزیر جنگ دولت کارویی معرفی شد، خلع سلاح ارتش مشترک را با عجله اجرایی کرد. جمله معروف او: «دیگر به ارتش نیاز نیست. هرگز نمی‌خواهم سربازی را ببینم» بود.
مطابق با خواستهٔ متفقین ژنرال آلمانی، آگوست فون مکنسن که به دلیل نقشش در آزادسازی ترانسیلوانی از محبوبیت زیادی در میان مردم مجارستان برخوردار بود نیز دستگیر و به انگلیسی‌ها تحویل داده شد. بلا لیندر، سپس جانشین سوم مکنسن، ویلهلم بوهم و قائم مقام وزیر جنگ، اورل استرومفلد را به وزارت امور خارجه جنگ منصوب کرد، که سازماندهی مجدد ارتش را آغاز کند. اما این کار چنان کند و راکد بود که به گفته ناظران فرانسوی، یگان‌های مجاری از نظر نظامی تا پایان دسامبر هیچ ارزشی نداشتند.
کارویی هیچ دستورالعملی برای حفاظت مسلحانه از مرزها صادر نکرد تا اینکه کولوژوار در ۲۴ دسامبر توسط ارتش رومانی، اشغال شد و آتش‌بس به‌طور کامل نادیده گرفته شد. او در ۲ مارس ۱۹۱۹ اعلام کرد: «ما در شرایط اضطراری این کشور را با سلاح آزاد خواهیم کرد. اگر آنها بخواهند با ما صلحی کنند که به معنای تجزیه مجارستان باشد، من این صلح را امضا نمی‌کنم.»

### یادداشت ویکس
در ۲۰ مارس، فرناند ویکس فرانسوی تصمیم موافقت‌نامه‌های حومه پاریس، یادداشت ویکس را تسلیم دولت کارویی کرد که به بهانهٔ جلوگیری از ورود انقلاب روسیه، به ارتش رومانی اجازه می‌داد تا خط ساتمارنمتی-نادی‌کاروی-نادی‌واراد-آراد پیشروی کنند و در غرب نیز خواستار منطقه‌ای بی‌طرف در دل دشت بزرگ شامل: سگد، دبرتسن، بکش‌چابا، دیولا و هودمزوواشارهی شده‌بود. این دستور قابل قبول دولت کارویی نبود و به استعفای کابینه در ۲۱ مارس انجامید. کارویی دستور کابینهٔ جدید داد ولی خاطرنشان کرد که دولت جدید باید تنها از سوسیال دموکرات‌ها (که بدون اطلاع او با کمونیستها ائتلاف کرده‌بودند) انتخاب شود؛ با کودتای بلا کون، کارویی استعفا داد و جمهوری شورایی در ۲۱ مارس ۱۹۱۹ تأسیس شد و تا اول اوت همان سال برای ۱۳۳ روز ادامه یافت.

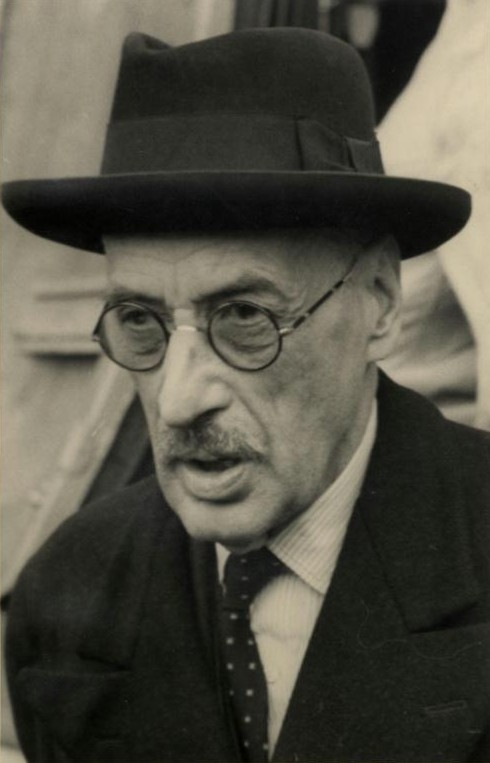
کارویی در ۱۹۴۸

## مهاجرت
پس از فرار به خارج از کشور در ژوئیه ۱۹۱۹، کارویی به یک سوسیالیست دست چپی تبدیل شد. در جنگ جهانی دوم در بریتانیا سکنی گزید و در ۱۹۴۴ جنبشی برای مجارستان جدید و دموکراتیک سازماندهی کرد. او فقط توانست در ۱۹۴۶ به مجارستان بازگردد و تصدی پُست سفیر در پاریس (‎۱۹۴۷–۴۹) به او سپرده شد ولی پس از دستگیری لاسلو رایک و برای اعتراض به دادگاه نمایشی استعفا داد و هرگز به مجارستان بازنگشت. کارویی سرانجام در ۱۹ مارس ۱۹۵۵ در وانس در سن ۸۰ سالگی درگذشت.

## میراث

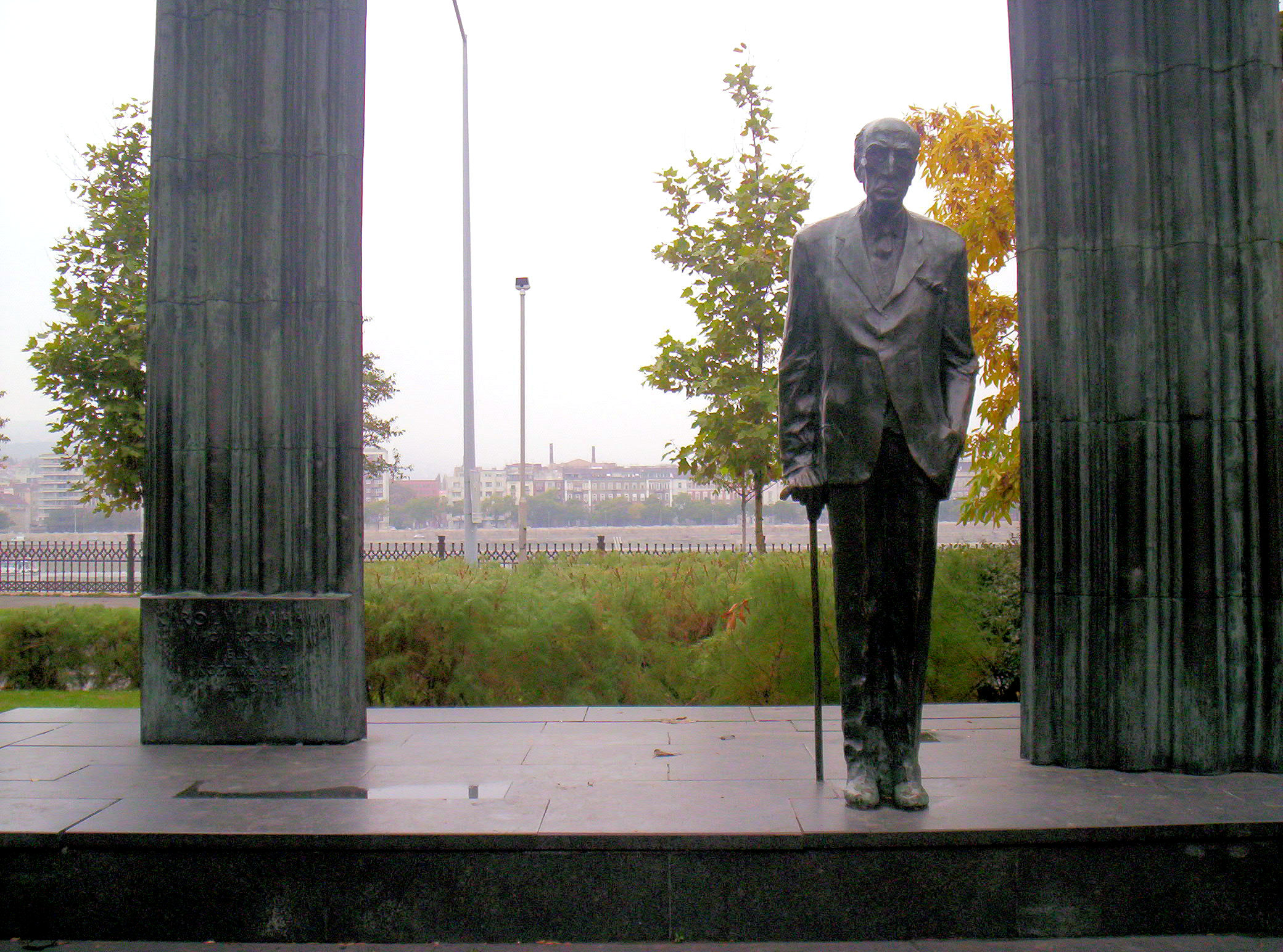
مجسمهٔ کارویی، اثر ایمره وارگا در میدان کُشوت بوداپست پیش از انتقال در ۲۰۱۲

دو جلد کتابی که کارویی از خاطراتش در غربت نوشته، در دوران کمونیسم در مجارستان چاپ شدند: در برابر همهٔ جهان، ۱۹۲۵ و خاطرات: ایمان بدون توهم، ۱۹۵۴.
در دورهٔ کمونیسم به رهبری یانوش کادار در سال ۱۹۷۵ به‌جهت تقدیر از حمایت‌های میهای کارویی از حزب سوسیال دموکرات مجارستان (اولین جمهوری مجارستان) و حزب کمونیست مجارستان (دومین جمهوری مجارستان)، مجسمه‌ای از او در میدان کشوت بوداپست در نزدیکی ساختمان پارلمان مجارستان نصب کردند. در سال‌های پس از فروپاشی دولت کادار، چندین بار مجسمه با رنگ مورد حمله قرار گرفت. در نوامبر ۲۰۱۰ معاون رئیس حزب یوبیک، اِلود نوواک تابلویی به گردن مجسمه آویزان کرد که در آن نوشته بود: «من مسئول تریانون هستم.» در سال ۲۰۱۲، که کار نوسازی میدان کشوت و تغییر شکل آن به سال‌های پیش از جنگ جهانی دوم آغاز شد، مجسمه را به شهر شیوفُک در یک پارک منتقل کردند.
در بسیاری از شهرها خیابان‌های همنام او تغییر پیدا کرده‌اند. در مرکز شهر بوداپست خیابان میهای کارویی به کارویی تغییر یافته تا ارتباطی با شخص او نداشته باشد.

## یادداشت
1. 1 2  Berinkey Dénes
2. ↑  (به مجاری: Linder Béla) تا زمان مرگ در یوگسلاوی زندگی کرد و در آنجا به خاطر فعالیت‌هایش در بین سالهای ‎۱۹۱۸–۱۹۱۹ از او تجلیل به عمل آورده شد و مقبره‌ای افتخاری در بلگراد دریافت کرد.
3. ↑  (به مجاری: Népszava) یا صدای ملت روزنامهٔ سوسیال دمکراتیک مجارستان از سال ۱۸۷۳
4. ↑  (به مجاری: Jászi Oszkár)
5. ↑  (به مجاری: Szurmay Sándor)
6. ↑  (به مجاری: Böhm Wilhelm)
7. ↑  (به مجاری: Stromfeld Aurél)